# Oratoire de Saint-Céneré
L’oratoire de Saint Céneré est situé au bord de l’Erve, à un kilomètre du bourg de Saulges. Depuis 13 siècles, sans discontinuer, les habitants du Maine et de l’Anjou viennent à Saulges aux alentours du 15 août  pour célébrer leur protecteur. Une source coule depuis le VIIe siècle dans cet oratoire construit sur la grotte de son ancien ermitage.

## Saint Céneré deSaulges(VIIesiècle)
Cénéré serait né à Spolète près de Rome (Italie) peu après l'an 600. Élevé dans une famille chrétienne, il devint moine bénédictin (Ordre monastique fondé par Saint Benoît en 529) et entra au service du pape Martin Ier. Ce dernier l'envoya prêcher en Gaule mérovingienne ; Céneré arriva en compagnie de son frère saint Céneri dans le diocèse du Mans, à Saulges (Salvia) vers 649-650. On dit qu'il fit jaillir une source près de l'Erve, au lieu où est bâti aujourd'hui l'oratoire qui porte son nom. Il fonda une communauté chrétienne qui bâtit l'église Saint-Pierre dans le bourg de Saulges. Il mourut le 21 juillet 680. Il est appelé aussi Sérène ou Sérenède.

## Description
Cet oratoire situé au hameau de Montguyon à 1 km du bourg de Saulges, remplace en 1849 une sorte de hangar en charpente qui abritait la statue du saint surmontant la source de l'ancien ermitage; nous en avons l'illustration par une gravure de Rivière publiée en 1842. MM. de la Rochelambert, châtelain de Montguyon avec le soutien de la fabrique de Saulges, M. Graindorge étant curé de Saulges, fait bâtir en solides moellons recouverts d'un endui en faux appareil une chapelle ouverte sur 3 côtés accessible par deux rampes latérales. La chapelle et le terrain sont cédés en 1860 à la fabrique à la vente du château. En 1903 la grotte sous la chapelle est aménagée. En 1933 une nef prolongeant la chapelle est construite avec des pierres de réutilisation de la chapelle du Plessis; les dates de 1849 et 1903 figurent au pignon de l'oratoire.
Aujourd'hui l'accès à l'oratoire se fait au niveau de la chapelle adossée au coteau par deux rampes latérales donnant sur deux ouvertures; la nef qui prolonge la chapelle est couverte d'un toit en terrasse. L'intérieur de la chapelle est orné d'une peinture monumentale attribuée à Adeline Neveu (d) représentant saint Céneré guérissant les aveugles et les paralytiques; Quatre vitraux provenant du démontage de la chapelle du Plessis datent de la fin du XIXe siècle ils représentent le Sacré-Cœur, la Vierge, Saint Joseph et saint Alexandre, ils proviennent de l'atelier du carmel du Mans.
Dans la grotte au-dessous, la statue de saint Cénéré en bois polychrome du XVIIIe siècle restaurée en 2005 domine l'aménagement de la source vénérée décrite par Grosse Dupéron. Le surnom "le petit saint qui pisse" assorti du commentaire de l'auteur «celui qui n'a pas vu la source ne peut pas comprendre» n'est pas étranger à cet aménagement.

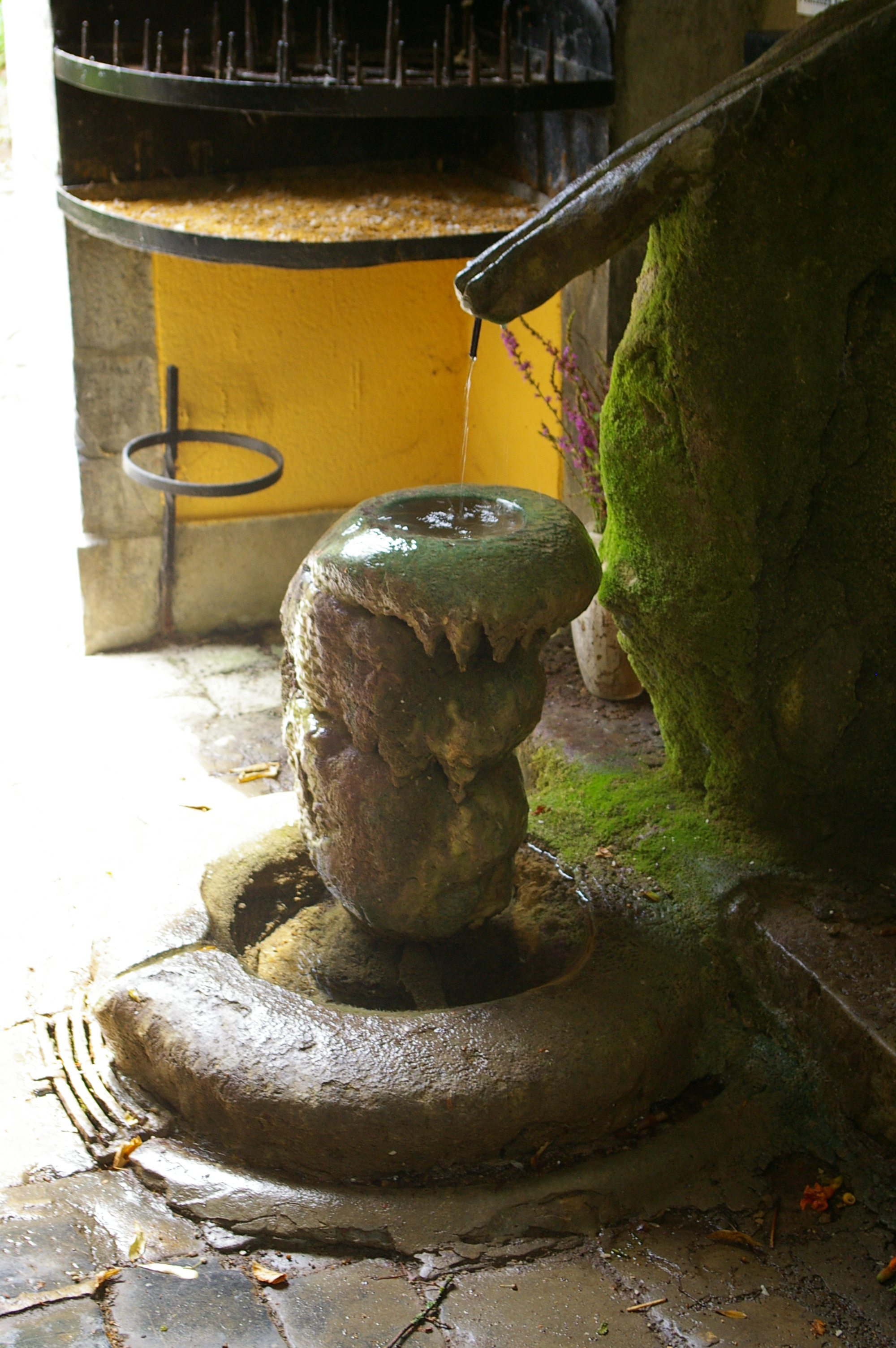
La fontaine de l'Oratoire de Saint-Céneré. Dans la région on le nomme de temps immémoriaux "le p'tit-saint-qui-pisse"[3] !
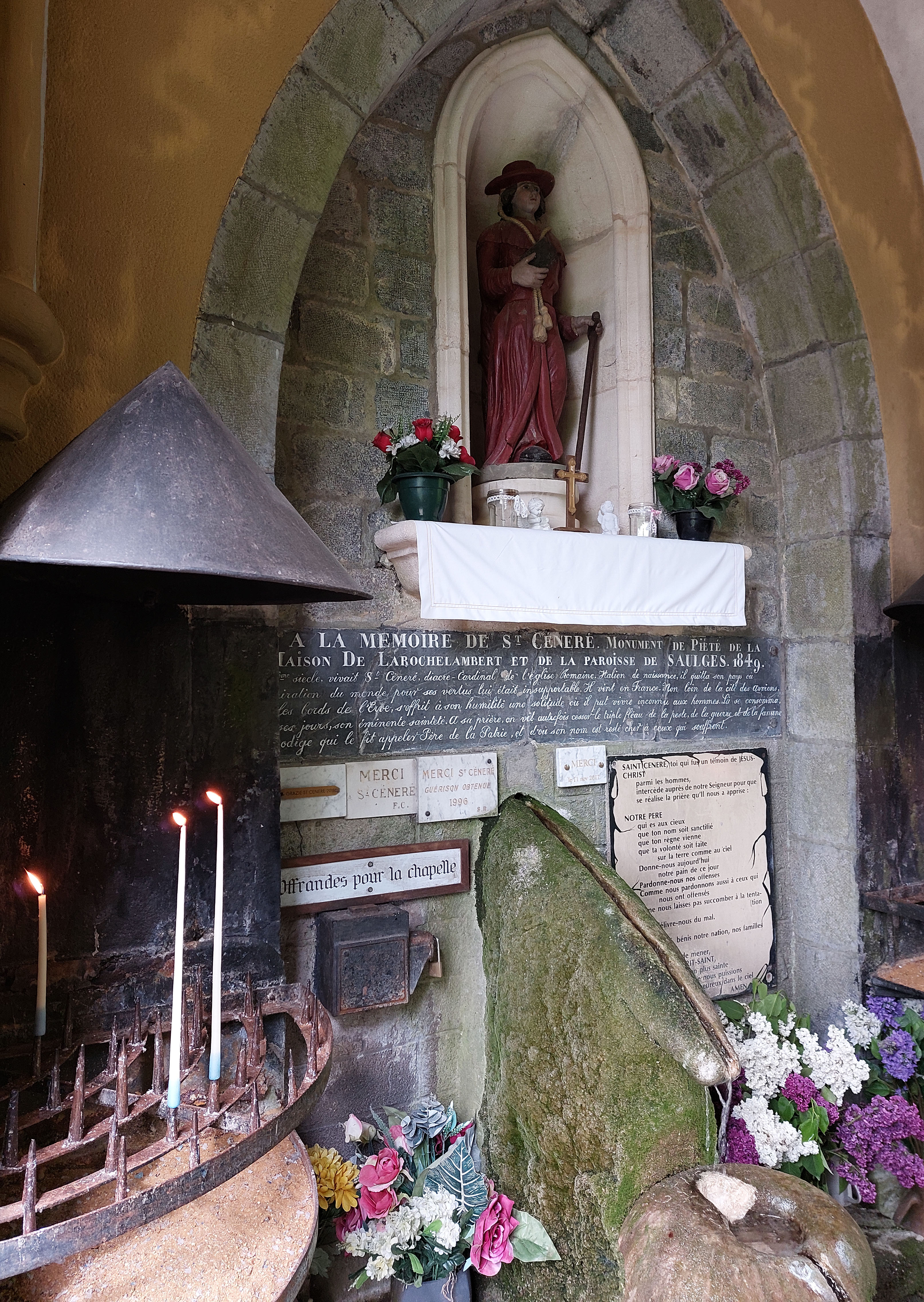
La fontaine, à l'interieur de la chappelle.
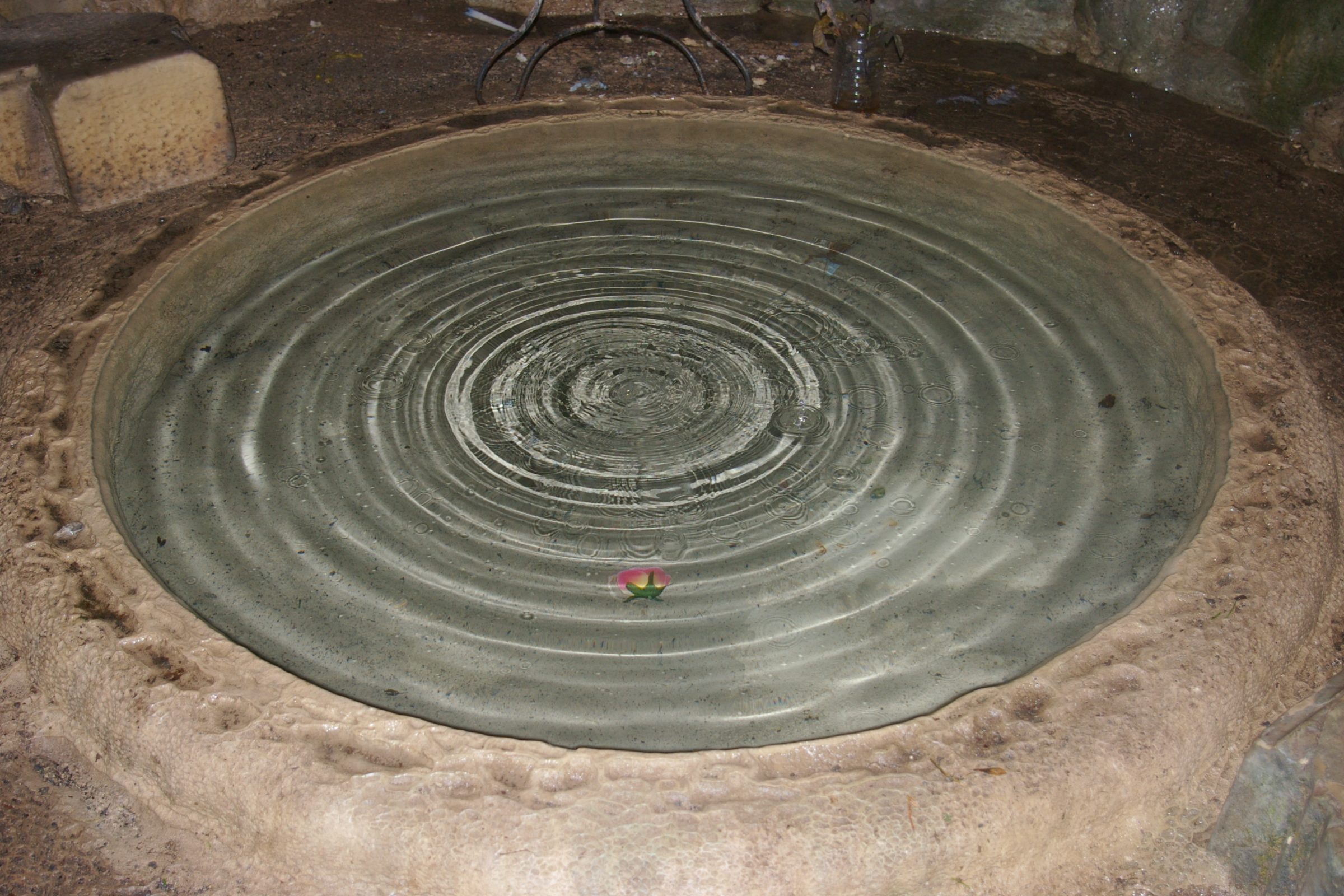
La source s'écoule dans la grotte sous l'Oratoire de Saint-Céneré. (On va à Saint-Céneré "pour les biens de la terre", et plus spécialement pour le bétail. On y va aussi prier "pour les gens")
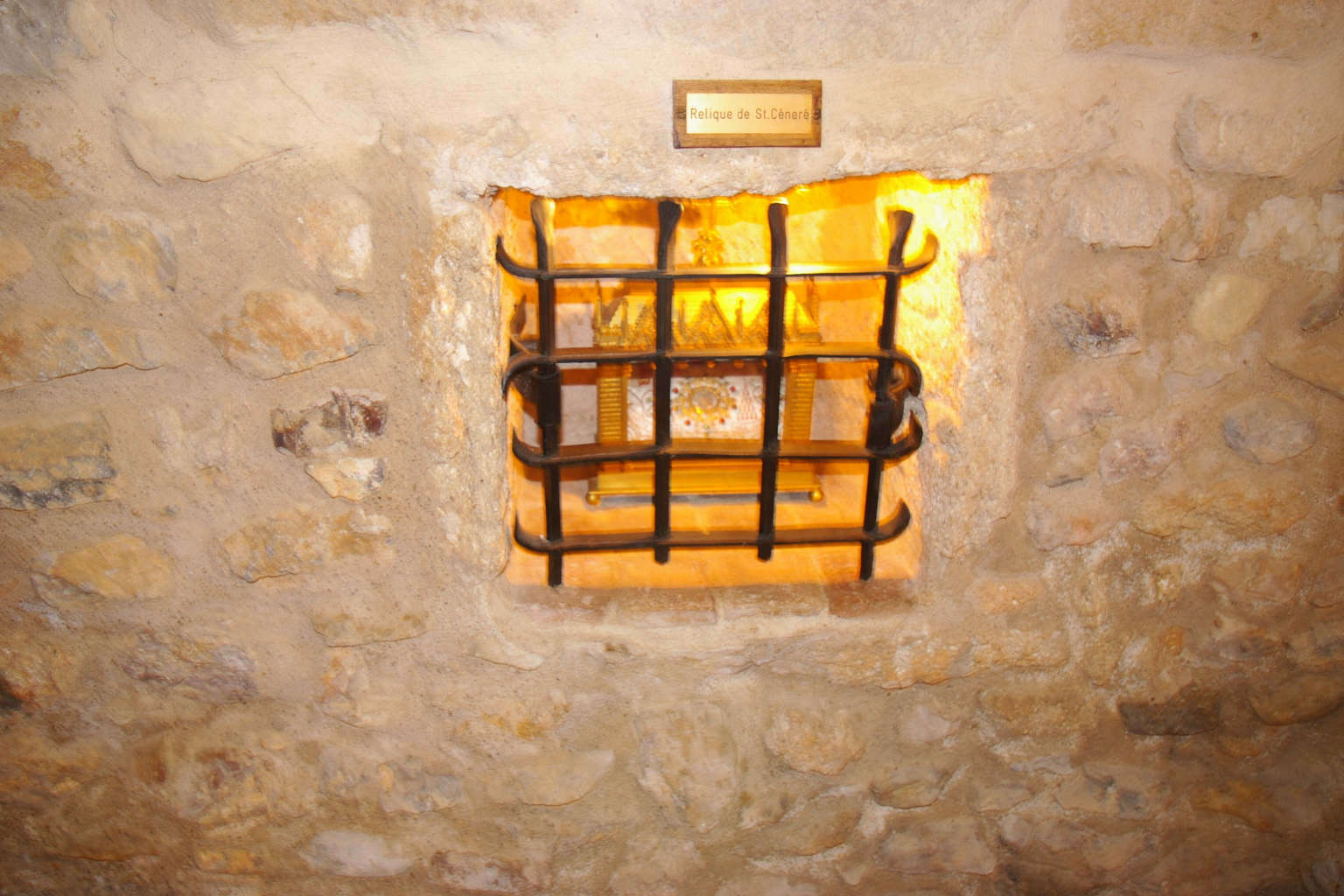
Les reliques de Saint Céneré dans l'église Saint-Pierre de Saulges.

## À proximité
- Promenade / randonnée le long de l'Erve vers les Grottes de Saulges, site classé Natura 2000.
- Église Saint-Pierre de Saulges : reliques de Saint Céneré
- Parking, restaurant, tennis, activités nautiques

## Sources et bibliographie
- « Oratoire de Saint-Céneré », dans Alphonse-Victor Angot et Ferdinand Gaugain, Dictionnaire historique, topographique et biographique de la Mayenne, Laval, A. Goupil, 1900-1910 [détail des éditions] (BNF 34106789, présentation en ligne)
- Dom Piolin, Vie de St Céneré et Pèlerinages de Saulges.
- Amand Dagnet, À travers les Coëvrons, Laval, Imprimerie mayennaise, 1907.
- Foisneau Nicolas et Davy Christian, « Chapelle, dite ermitage Saint-Céneré », sur patrimoine pays de la loire, 2006 (consulté le 10 février 2018)